# Dr. Jekyll and Sister Hyde
Dr. Jekyll and Sister Hyde es una película británica de 1971 dirigida por Roy Ward Baker basada en la novela El extraño caso del doctor Jekyll y el señor Hyde por Robert Louis Stevenson. Es una producción de Hammer Productions. La película es notable por mostrar a Jekyll transformándose en una mujer; también incorpora en su guion aspectos de Jack el Destripador y el caso de los asesinatos de Burke y Hare. Jekyll es interpretado por Ralph Bates y Hyde es interpretada por Martine Beswick.

## Argumento

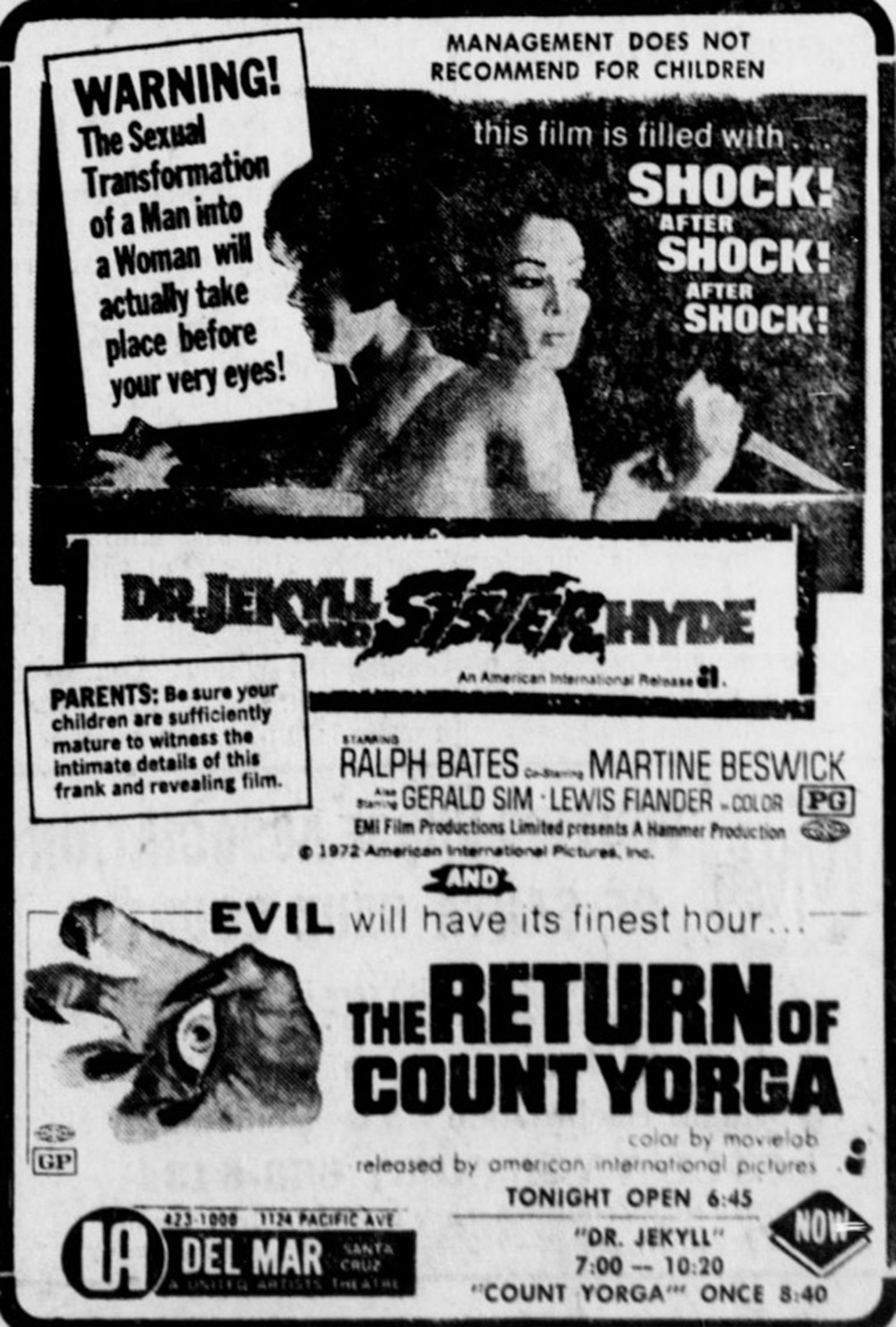
Anuncio en el teatro Del Mar de una sesión doble con las películas de terror, Dr. Jekyll and Sister Hyde y The Return of Count Yorga (1972).

El Dr. Henry Jekyll tiene como meta en su vida la curación de todas las enfermedades. Su amigo, el profesor Robertson, se ríe de tal propósito, haciéndole ver que no tendrá tiempo por mucho que viva. Perseguido por este comentario, Jekyll abandona sus estudios y empieza a buscar un elixir de vida, utilizando las hormonas femeninas tomadas de cadáveres suministrados por los famosos asesinos Burke y Hare, en la hipótesis de que las mujeres tradicionalmente viven más que los hombres y sus sistemas son más fuertes.
En el apartamento de arriba de Jekyll vive una familia: una madre anciana, su hija Susan Spencer y el hermano de Susan, Howard. Susan se siente atraída por Jekyll, y él le devuelve sus afectos, pero está demasiado obsesionado con su trabajo para hacer avances. Una vez mezcladas las hormonas femeninas en el suero, se lo bebe y no sólo tiene el efecto de cambiar el carácter de Jekyll (para peor), sino también de cambiar su sexo, transformándolo en una mujer hermosa pero malvada. Susan se pone celosa cuando descubre a esta misteriosa mujer, pero cuando se enfrenta a Jekyll, para explicar la repentina aparición de su alter ego femenino, él la llama Sra. Edwina Hyde, diciendo que es su hermana viuda que ha venido a vivir con él. Howard, por otro lado, desarrolla un deseo por la Sra. Hyde.
Jekyll descubre que su suero requiere un suministro regular de hormonas para mantener su efecto, por lo que es necesario matar a las jóvenes. Mientras tanto, Burke y Hare satisfacen sus necesidades, pero sus actividades delictivas quedan al descubierto, causando que Burke sea linchado por una turba enfurecida, mientras que Hare queda cegado por el óxido de calcio. El médico decide tomar cartas en el asunto y él mismo comete los asesinatos atribuidos a Jack el Destripador; Jekyll se aborrece por esto, pero la Sra. Hyde disfruta de los asesinatos cuando comienza a tomar el control de su cuerpo, incluso seduciendo y luego matando al profesor Robertson cuando intenta interrogarla sobre los asesinatos.
A medida que la Sra. Hyde se vuelve más poderosa, las dos personalidades comienzan a luchar por el dominio. Jekyll invita a Susan a la ópera; sin embargo, cuando se está vistiendo para salir, inconscientemente toma el vestido de la Sra. Hyde del armario en lugar de su propia ropa, dándose cuenta de que ya no necesita beber el suero para transformarse. Susan está desconsolada cuando Jekyll no la lleva a la ópera y decide ir sola.
Sin embargo, la malvada Sra. Hyde decide que la sangre pura e inocente de Susan es justo lo que necesita para finalmente apoderarse del cuerpo de Jekyll. Ella acecha a Susan por las calles oscuras, pero la voluntad de Jekyll logra frustrar el intento de la Sra. Hyde de matar a Susan. Luego comete un último asesinato para encontrar una manera de estabilizar su condición, pero es interrumpido por la policía, después de que un comentario de Hare a ellos les lleve a notar la similitud entre los experimentos tempranos de Jekyll en cadáveres y los asesinatos de Whitechapel. Mientras Jekyll intenta escapar trepando por el exterior de un edificio, se transforma en la Sra. Hyde quien, sin su fuerza, cae al suelo, muriendo como una amalgama retorcida de hombre y mujer.

## Reparto
- Ralph Bates es Dr. Henry Jekyll/Jack el Destripador.
- Martine Beswick es Hermana Hyde.
- Gerald Sim es Profesor Robertson.
- Lewis Fiander es Howard Spencer.
- Susan Brodrick es Susan Spencer.
- Dorothy Alison es Señora Spencer.
- Ivor Dean es William Burke.
- Tony Calvin es William Hare.
- Philip Madoc es Byker.
- Paul Whitsun-Jones es Sargento Danvers.
- Virginia Wetherell es Betsy.

## Producción
La actriz de películas de fantasía y terror Caroline Munro fue la primera opción para Hyde, pero declinó porque no quería desnudarse.

## Recepción crítica
Time Out dijo que era una «diversión enorme» y un «intento admirablemente exitoso de aportar algo nuevo en un tema viejo».